# Ноемі Ленуар
Ноемі́ Ленуа́р (фр. Noémie Lenoir; 19 вересня 1979, Лез-Юліс, Франція) — французька акторка і фотомодель.

## Біографія
Ноемі Ленуар народилась 19 вересня 1979 року в Лез-Юлісі (Франція). Сьогодні батьки Ноемі розлучені. Коли їй було 17, Ленуар була помічена модельним агентством Ford і почала працювати моделлю в Нью-Йорку.
Ноемі почала кар'єру фотомоделі в 1997 році.
Ленуар також час від часу знімається в кіно, зокрема у фільмах Астерікс і Обелікс: Місія Клеопатра, Година Пік 3 та Перевізник: Спадщина.

## Особисте життя
В 2004–2009 рр. перебувала у фактичному шлюбі з футболістом Клодом Макелеле (нар. 1973). 02 травня 2005 народила сина Кельяна Макелеле.
9 травня 2010 року Ленуар здійснила невдалу спробу самогубства шляхом передозування алкоголю і наркотиків у парку, недалеко від свого паризького будинку, і була знайдена непритомною чоловіком, який вигулював собаку.

## Фільмографія
| Рік  | Назва                                    | Роль         | Режисер                        | Примітки             |
| ---- | ---------------------------------------- | ------------ | ------------------------------ | -------------------- |
| 2002 | Астерікс і Обелікс: Місія Клеопатра      | Гівміякіс    | Ален Шаба                      |                      |
| 2003 | Гомез і Таварез                          | Жіна         | Жіль Пак-Бреннер               |                      |
| 2004 | Після заходу                             | дівчина Мура | Бретт Ретнер                   |                      |
| 2004 | Jeff et Léo, flics et jumeaux            | Анна         | Étienne Dhaene                 | телесеріал (серія 1) |
| 2006 | Гаманець                                 | Карін        | Френсіс Вебер                  |                      |
| 2007 | Година Пік 3                             | Женев'єва    | Бретт Ретнер                   |                      |
| 2007 | Гомез проти Тальвареза                   | Жіна         | Жіль Пак-Бреннер & Cyril Sebas |                      |
| 2014 | Scènes de ménages                        | Ізабель      | Francis Duquet                 | телесеріал (серія 1) |
| 2015 | Перевізник: Спадщина                     | Маїсса       | Каміль Деламарр                |                      |
| 2018 | Alad'2                                   | стюардеса    | Lionel Steketee                |                      |
| 2020 | Qu'est-ce qu'on va faire de toi, Maman ? |              | Anne Roumanoff                 | знімається           |
| 2020 | Капітан Марло                            |              | Хосе Дайан                     | телесеріал (серія 1) |